# Paraprisopus foliculatus
Paraprisopus foliculatus is een insect uit de orde Phasmatodea en de  
familie Prisopodidae. De wetenschappelijke naam van deze soort is voor het eerst geldig gepubliceerd in 1906 door Redtenbacher.